# Bogapani
Bogapani és un riu d'Assam, nascut a l'est de la muntanya de Shillong, a les muntanyes Khasi. Corre a l'oest i sud per acabar desaiguant al Surma a Bangladesh, districte de Sylhet. La seva longitud era de 85 km.